# Făuritor de univers
Făuritor de univers (1953) (titlu original The Universe Maker) este un roman science fiction al scriitorului american A. E. van Vogt. Acțiunea lui se petrece peste 400 de ani, personajul principal fiind Morton Cargill, un ofițer în armata SUA care a participat la Războiul din Corea. Romanul este o extindere a nuvelei Oamenii-umbră (The Shadow Men) care a apărut în Startling Stories, în ianuarie 1950.
Romanul a apărut prima dată în 1953 la Ace Books ca o ediție Ace Double cu Lumea non-A (The World of Null-A). 

## Intriga
Conducând sub influența alcoolului, Morton Cargill omoară accidental o fată pe nume Marie Chanette și fuge de la locul accidentului. Peste ani, el primește o scrisoare de la fată care vrea să îl întâlnească. Dar aceasta nu este Marie, ci o descendentă îndepărtată a ei din viitor, care a moștenit o formă de nevroză căreia călătorii în timp i-au stabilit originea în crima făcută prin imprudență. Singura terapie este ca ea să asiste la uciderea lui, așa încât Cargill se trezește la 400 de ani în viitor în Orașul Umbrelor, unde este pregătit pentru execuție.
Ajutat de reprezentanta organizației rebele a Interilor, Ann Reece, Cargill reușește să fugă în pădure. Acolo este făcut prizonier de un grup de nomazi ai viitorului, Planiacii, care trăiesc în nave zburătoare și resping civilizația cu presiunea ei psihologică intolerabilă.
Atât cei care l-au adus în viitor cât și cei care l-au ajutat să scape sunt pe urmele lui, dar Cargill reușește să scape seducând-o pe fata celui care îl ține prizonier, Lela Bouvy. În continuare petrece câteva luni ca nomad, punând la cale o revoluție politică, înainte de a fi recapturat și trimis înapoi în timpul său.
Ann Reece îl eliberează din nou și îl programează sub hipnoză să saboteze mijloacele de protecție ale Orașului Umbrelor, permițând Planiacilor organizați de el să îl distrugă. Însă organizația Interilor vrea ca, după victorie, să îi forțeze pe Planiaci să renunțe la felul lor nomad de viață și să revină la munca în cadrul civilizației.
Cargill își dă seama că Umbrele care l-au adus în viitor sunt, de fapt, oameni nevinovați. Ei pot călători în timp, prin ziduri și pot readuce morții la viață. Spre surprinderea lui, Cargill se trezește că este votat noul conducător al Orașului Umbrelor - pe baza unui sistem de vot retroactiv, care presupune ca votul să aibă loc printr-o călătorie înapoi în timp după ce votanții au văzut rezultatele conducerii candidatului.
Cargill începe să călătorească în timp pentru a pune la punct conspirațiile rebelilor care au dus la situația în care se află în acel moment. Ucis și readus la viață, își amintește cum el și ceilalți oameni au creat universul ca un joc, de care au ajuns să fie legați datorită limitărilor lor psihologice: lăcomia a creat timpul, dorința de răzbunare a creat moartea, etc. Cargill descoperă că nu e vinovat de moartea lui Marie, dar este obligat să o orchestreze pentru a împiedica apariția unui paradox care ar putea distruge universul.

## Concepte
Cartea prezintă ideea memoriei genetice a lui Jean-Baptiste de Lamarck, care are efecte asupra descendenților. Societatea Temporală pentru Corecții Psihologice se ocupă cu depistarea persoanelor care suferă de asemenea probleme și călătorește în timp pentru a le rezolva. Astfel, personajul principal al cărții este adus în viitor pentru ca urmașa persoanei pe care a ucis-o să îl vadă murind și, stfel, să se vindece.

## Lumea
În carte sunt menționate trei grupuri principale:
- Umbrele - personaje misterioase care folosesc de călătoria temporală
- Interii - vor să controleze lumea
- Planiacii - oameni neproductivi care călătoresc cu flotoare reparate de Umbre

## Opinii critice
Jacques Sadoul în Istoria science-fictionului modern a considerat primul capitol al romanului ca fiind una din culmile lui van Vogt.
Anthony Boucher și J. Francis McComas au formulat opinii defavorabile la adresa romanului Făuritor de univers. Ei au fost de părere că acesta "pare opera unui neofit care a citit prea mult van Vogt și încearcă să îl imite după ce a învățat doar slăbiciunile acestuia, nu și punctele lui forte."

## Traduceri
- Făuritor de univers, CPSF 485-488, 1992. Traducere de Mihai-Dan Pavelescu
- Universul umbrelor, Colecția SF (Editura Lucman), nr. 7. Traducere de Dorin Preisler[4]

## Vezi și
- 1953 în științifico-fantastic